# Luca Sigrist (Unihockeyspieler)
Luca Sigrist  (* 1994) ist ein Schweizer Unihockeyspieler, der beim Nationalliga-A-Verein Floorball Köniz unter Vertrag steht.

## Karriere

### Jugend
Sigrist startete seine Karriere bei Hornets Moosseedorf und wechselte nach wenigen Jahren zu Floorball Köniz, wo er alle Juniorenstufen durchlief.

### UHC Thun
Nachdem er den Sprung von der U21 in das Kader der ersten Mannschaft bei seinem Ausbildungsverein nicht hatte bewerkstelligen können, wechselte er zum Ligakonkurrenten UHC Thun.

### Floorball Köniz
2019 wechselte Sigrist vom Thunersee zurück nach Köniz.